# العلاقات الصربية القبرصية
العلاقات الصربية القبرصية هي العلاقات الثنائية التي تجمع بين صربيا وقبرص.

## مقارنة بين البلدين
هذه مقارنة عامة ومرجعية للدولتين:
| وجه المقارنة                                              | صربيا                                                      | قبرص                                                                 |
| --------------------------------------------------------- | ---------------------------------------------------------- | -------------------------------------------------------------------- |
| المساحة (كم2)                                             | 88.36 ألف                                                  | 9.24 ألف                                                             |
| عدد السكان (نسمة)                                         | 7.02 مليون                                                 | 1.14 مليون                                                           |
| الكثافة السكانية (ن./كم²)                                 | 79.45                                                      | 123.38                                                               |
| العاصمة                                                   | بلغراد                                                     | نيقوسيا                                                              |
| اللغة الرسمية                                             | اللغة الصربية                                              | اليونانية الحديثة، اللغة التركية، لغة يونانية                        |
| العملة                                                    | دينار صربي                                                 | يورو، جنيه قبرصي                                                     |
| الناتج المحلي الإجمالي (بليون دولار)                      | 41.43 مليار                                                | 21.65 مليار                                                          |
| الناتج المحلي الإجمالي (تعادل القوة الشرائية) بليون دولار | 100.13 مليار                                               | 26.73 مليار                                                          |
| الناتج المحلي الإجمالي الاسمي للفرد دولار أمريكي          | 5.24 ألف                                                   | 23.24 ألف                                                            |
| الناتج المحلي الإجمالي للفرد دولار أمريكي                 | 13.59 ألف                                                  | 30.24 ألف                                                            |
| مؤشر التنمية البشرية                                      | 0.771                                                      | 0.850                                                                |
| رمز المكالمات الدولي                                      | +381                                                       | +357                                                                 |
| رمز الإنترنت                                              | .rs، .срб ‏                                                 | .cy                                                                  |
| المنطقة الزمنية                                           | توقيت وسط أوروبا، ت ع م+01:00، ت ع م+02:00، أوروبا/بلغراد ‏ | ت ع م+02:00، ت ع م+03:00، توقيت شرق أوروبا، توقيت شرق أوروبا الصيفي ‏ |

## مدن متوأمة
في ما يلي قائمة باتفاقيات التوأمة بين مدن صربية وقبرصية:
- ترتبط ستاري غراد، بلغراد [الإنجليزية]‏ مع غرمسوغيا [الإنجليزية]‏ باتفاقية توأمة.[15]

## منظمات دولية مشتركة
يشترك البلدان في عضوية مجموعة من المنظمات الدولية، منها:
| علم المنظمة | اسم المنظمة                               | تاريخ انضمام صربيا | تاريخ انضمام قبرص |
| ----------- | ----------------------------------------- | ------------------ | ----------------- |
|             | المنظمة الأوروبية لسلامة الملاحة الجوية   | 2005               | 1991              |
|             | المنظمة الهيدروغرافية الدولية             | ?                  | ?                 |
|             | منظمة الشرطة الجنائية الدولية             | ?                  | ?                 |
|             | الاتحاد البريدي العالمي                   | ?                  | ?                 |
|             | الفريق المعني برصد الأرض                  | ?                  | ?                 |
|             | مجموعة الموردين النوويين                  | ?                  | ?                 |
|             | مؤسسة التنمية الدولية                     | 25 فبراير 1993     | 2 مارس 1962       |
|             | منظمة الأمن والتعاون في أوروبا            | 3 يونيو 2006       | 25 يونيو 1973     |
|             | مؤسسة التمويل الدولية                     | 25 فبراير 1993     | 2 مارس 1962       |
|             | مجلس أوروبا                               | 3 أبريل 2003       | ?                 |
|             | منظمة حظر الأسلحة الكيميائية              | ?                  | ?                 |
|             | الأمم المتحدة                             | 1 نوفمبر 2000      | 20 سبتمبر 1960    |
|             | الاتحاد الدولي للاتصالات                  | 1 يونيو 2001       | 24 أبريل 1961     |
|             | البنك الدولي للإنشاء والتعمير             | 25 فبراير 1993     | 21 ديسمبر 1961    |
|             | المركز الدولي لتسوية المنازعات الاستشارية | 8 يونيو 2007       | 25 ديسمبر 1966    |
|             | وكالة ضمان الاستثمار متعدد الأطراف        | 19 مارس 1993       | 12 أبريل 1988     |
|             | يونسكو                                    | 20 ديسمبر 2000     | 6 فبراير 1961     |

## وصلات خارجية
- موقع وزارة الخارجية الصربية
- موقع وزارة الخارجية القبرصية